# Triaho
Triaho war eine oberpfälzerische Mundart-Hardcore-Volksmusikband.

## Stil
Die Konzeptalben Attacken Part I und II waren ein mehrjähriges Gesamtprojekt mit insgesamt gut zwei Stunden Musik aus allen denkbaren Musikstilen, die nach dem attacca-Prinzip musikalisch zu verbinden gewusst waren. Die Idee für beide Alben entstand aufgrund der Lektüre von William S. Burroughs Roman Nova Express (1964). Wiederkehrend erscheint in der Erzählung hierbei die Figur der unglücklichen „Reserl“ und deren Stalkers.

## Sonstiges
Das Musical Tistou (Text und Musik: Golly) wurde unter anderem im Rahmenprogramm der Landesgartenschau Neumarkt in der Oberpfalz 1998 aufgeführt.

## Diskografie
Alben
Alle Alben wurden von Roland „Golly“ Hertlein im Knopfstudio aufgenommen und abgemischt.
- 1994: Attacken Pt. 1. (2002 erschienen bei Media Arte, Nürnberg)
- 1995: Tistou : [ein Hippie-Märchen-Musical] (Soundtrack zum gleichnamigen Bühnenstück)
- 1998: Attacken Pt. 2. (2002 erschienen bei Media Arte)
- 1998: Ja do schau her! (2002 erschienen bei Media Arte)

Kompilationen
- 2002: Stalker